# Saarmund
Saarmund ist ein Ortsteil der Gemeinde Nuthetal im brandenburgischen Landkreis Potsdam-Mittelmark. Der Ort liegt östlich des Saarmunder Endmoränenbogens und westlich der Nuthe.

## Namen und Geographie
Den Namen Saarmund führte Theodor Fontane in seinen Wanderungen durch die Mark Brandenburg auf einen ehemaligen Seitenarm des Flusses Nuthe namens Saare zurück. Nach Reinhard E. Fischer ist „der Flußname Saar […] vorslawisch, er gehört zu einer indoeuropäischen Wurzel mit der Bedeutung «strömen, sich schnell und heftig bewegen.»“ Gemäß Albrecht Greule ist der Flussname eine Rückbildung aus dem Ortsnamen, welcher sich von einem althochdeutschen Personennamen Saramund ableitet.
Die Saare zweigte nördlich von Gröben von der Nuthe ab und mündete bei Saarmund wieder in den alten Flusslauf. Heute streift die Nuthe Saarmund auf der Ostseite des ehemaligen Städtchens.

## Geschichte
Die erste urkundliche Erwähnung von Saarmund datiert auf den 28. Dezember 1216, als der Brandenburger Bischof Siegfried II. bei seiner Amtsübernahme dem Brandenburger Domkapitel seine Archidiakonatsrechte bestätigte. Saarmund war zu dieser Zeit ein Grenzort des Archidiakonats Brandenburg durch Bischof Siegfried II.
1375 erstmalige Erwähnung von Saarmund im Landbuch Karls IV. als „Städlein mit Burg, Zollort, Mühle …“
1380 belehnte Mathias, Falke von der Lietzenitz seinen Neffen Erich, Falke von der Lietzenitz mit dem Lehen der Burg Saarmund.
1398 kaufte der Markgraf Wilhelm zu Meißen Saarmund. Kurz danach wurde Saarmund von Dietrich und Hans von Quitzow mit Gewalt eingenommen. Die Quitzows waren im 14. Jahrhundert ein mächtiges Adelsgeschlecht in der Mark Brandenburg. 1470 ging Saarmund in kurfürstlichen Besitz über. 1476 wurde im Amtsbereich Saarmund, östlich von Tremsdorf eine Salzquelle entdeckt. Der Markgraf Albrecht Achilles plante den Bau einer Saline. Aber erst sein Sohn Johann Cicero führte um 1480 das Vorhaben aus. Die Saline ist dann über ein Jahrhundert im Betrieb gewesen.
Die Vogtei Saarmund, ab dem 15. Jahrhundert Amt Saarmund genannt, war eine landesherrliche Verwaltungseinheit in der Mark Brandenburg, die bis 1826 existierte.
Der Dreißigjährige Krieg 1618–1648 wütete auch in Saarmund. Hungersnot, Krankheiten, Plünderungen und Brandschatzungen blieben nicht aus. Die Pest 1626 und besonders 1630 brachten große Not und den Tod in den Ort. Saarmund überstand die Zeit und existierte weiter.
Im Jahre 1652 lebten in Saarmund 4 Hüfner, 6 Kossaten, 13 Büdner und 23 Einlieger.
1788 – erste Erwähnung einer Schule.
Die Saarmunder evangelische Kirche wurde von 1846 bis 1848 von Friedrich August Stüler nach Plänen von Ludwig Persius als flachgedeckte dreischiffige Basilika in italienisierenden, neuromanischen Formen Potsdamer Prägung mit einem schlanken rechteckigen Turm an der Westfassade errichtet.
Im Jahre 1862 wurde dem Antrag von Saamunder Bürgern zugestimmt, aus dem Verbund der Städte auszuscheiden. Damit verlor Saarmund sein Stadtrecht.
Auf seinen Wanderungen durch die Mark Brandenburg machte Fontane in Saarmund Station, um mehr über die schon zu seiner Zeit legendären vier Nutheburgen zu erfahren – er vermutete, dass aus einer dieser Burgen Saarmund hervorgegangen war. Sein Bemühen war vergeblich, so dass er resigniert feststellte:
„Die «Zauche», durch Albrecht den Bären unterworfen, war christlich und deutsch, der «Teltow», den alten Göttern treu verblieben, stak noch in Heiden- und Wendentum. Das war die Zeit, als die Nuthe ihre großen historischen Tage zählte; das war das Jahrhundert der «Nutheburgen». Ob diese letzteren Aggressiv- oder Defensivpunkte waren, ob sie die «Deutschen» bauten, um von der Zauche her den Teltow zu erobern, oder ob sie die «Wenden» bauten, um der vordringenden Eroberung einen Damm entgegenzusetzen – diese Fragen werden nie mehr gelöst werden; alle Aufzeichnungen fehlen … . Die Nutheburgen jener ersten christlichen Epoche sind tot, hingeschwunden für immer.“

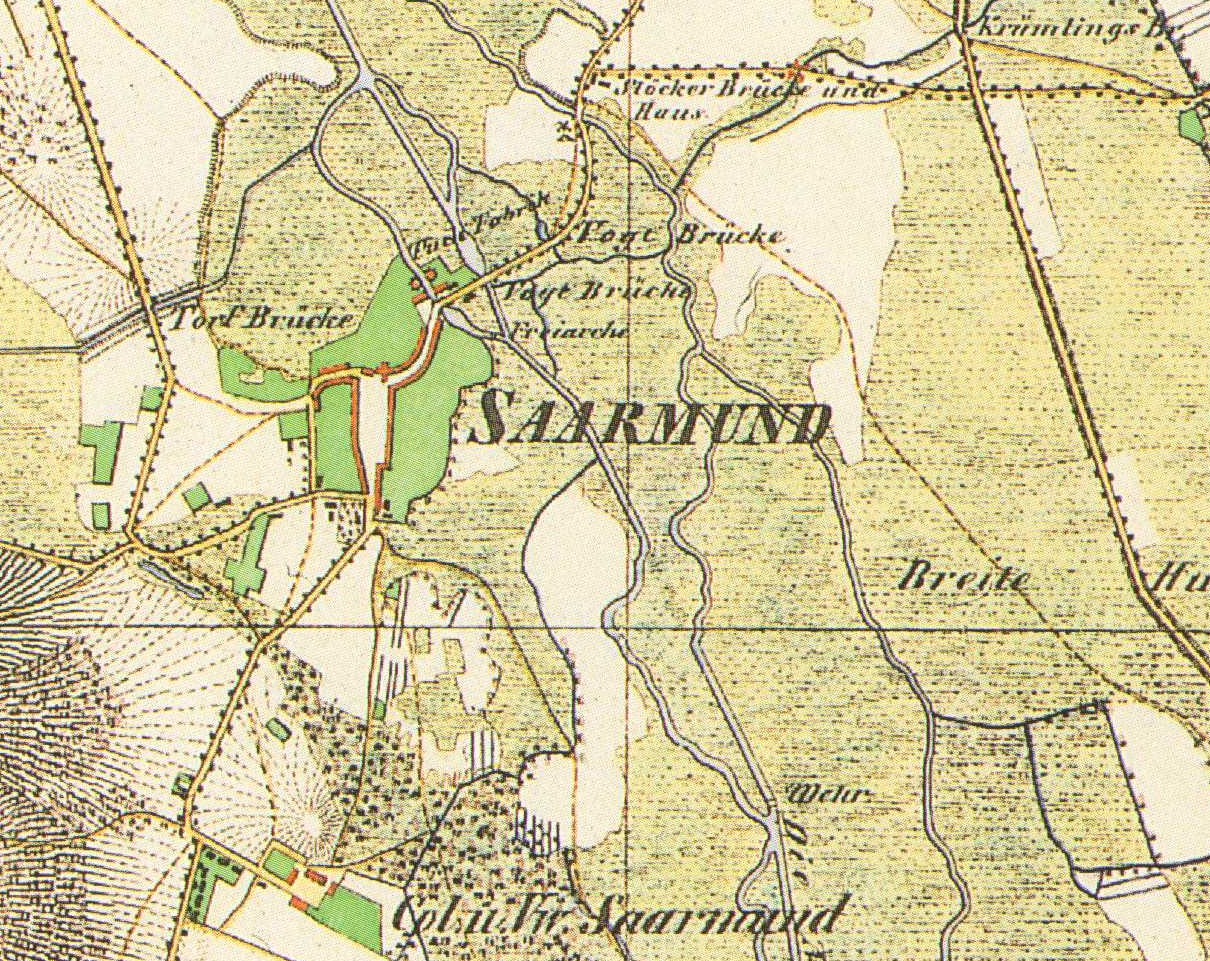
Ausschnitt aus dem Urmesstischblatt, Blatt Potsdam 3644

Der von Fontane erwähnte Albrecht der Bär, auch Albrecht von Ballenstedt oder Albrecht I., war der erste Markgraf von Brandenburg. Der Askanier unterwarf 1150/57 die Elbslawen aus dieser Region, die hier seit dem 6. Jahrhundert siedelten.
Ebenfalls Erwähnung fanden bei Fontanes Besuch in Saarmund die dort angetroffenen Weinberge. In den Wanderungen schrieb er dazu: „Im Rücken der Stadt aber, an den Südhängen der Zauche-Hügel, entstanden Weinberge über Weinberge, so daß Deutschland ein paar Jahrhunderte lang die Auszeichnung genoß, einen doppelten Saarwein zu produzieren: einen kur-trierischen bei Saarbrücken und einen kur-märkischen bei Saarmund.“ Über die Qualität des Saarmunder Saarweines gibt es keinerlei Mitteilungen.
Der weithin bekannte Sportflugplatz Saarmund wurde bereits seit 1919 intensiv genutzt.
Saarmund wurde durch seine Nähe zur Filmstadt Potsdam-Babelsberg mehrfach als Filmdrehort für Filmproduktionen der UFA, DEFA und von Fernsehsendern ausgewählt (u. a. die DEFA-Filme Die Abenteuer des Werner Holt, Die Söhne der großen Bärin und Solo Sunny).
Der Ortskern weist kleinstädtische Züge auf. Seit 1990 erfolgte eine umfangreiche Wohnbebauung. Die Bevölkerung hat sich seitdem mehr als verdoppelt.
2016 feierte Saarmund sein 800. Jubiläum mit einer Festwoche (2.–10. Juli). Am 3. Juli 2016 wurde um 12.00 Uhr die neue Kirchturmuhr eingeweiht. Diese Uhr wurde aus Spenden der Einwohner und Freunden des Ortes finanziert. Die Saarmunder Geschichte wurde am 9. Juli 2016 durch einen über zwei Kilometer langen Festumzug dargestellt. Unter der Regie des Geschichtsvereins Nuthetal e. V. wirkten hier ca. 350 Bewohner mit. Die 800-jährige Geschichte von Saarmund wurde dort in 27 Bildern illustriert.

### Eingemeindung
Am 26. Oktober 2003 wurde Saarmund in die neue Gemeinde Nuthetal eingegliedert.

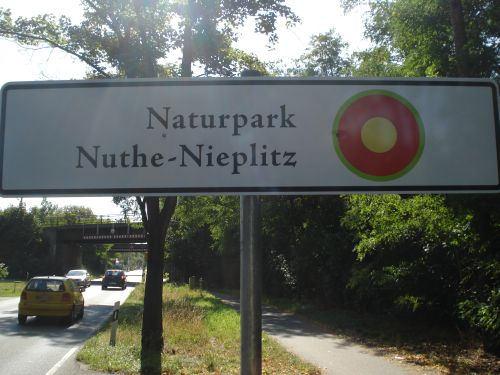
Eines von vielen Schildern, die den Naturpark markieren; Ortseingang Saarmund von der Autobahn kommend
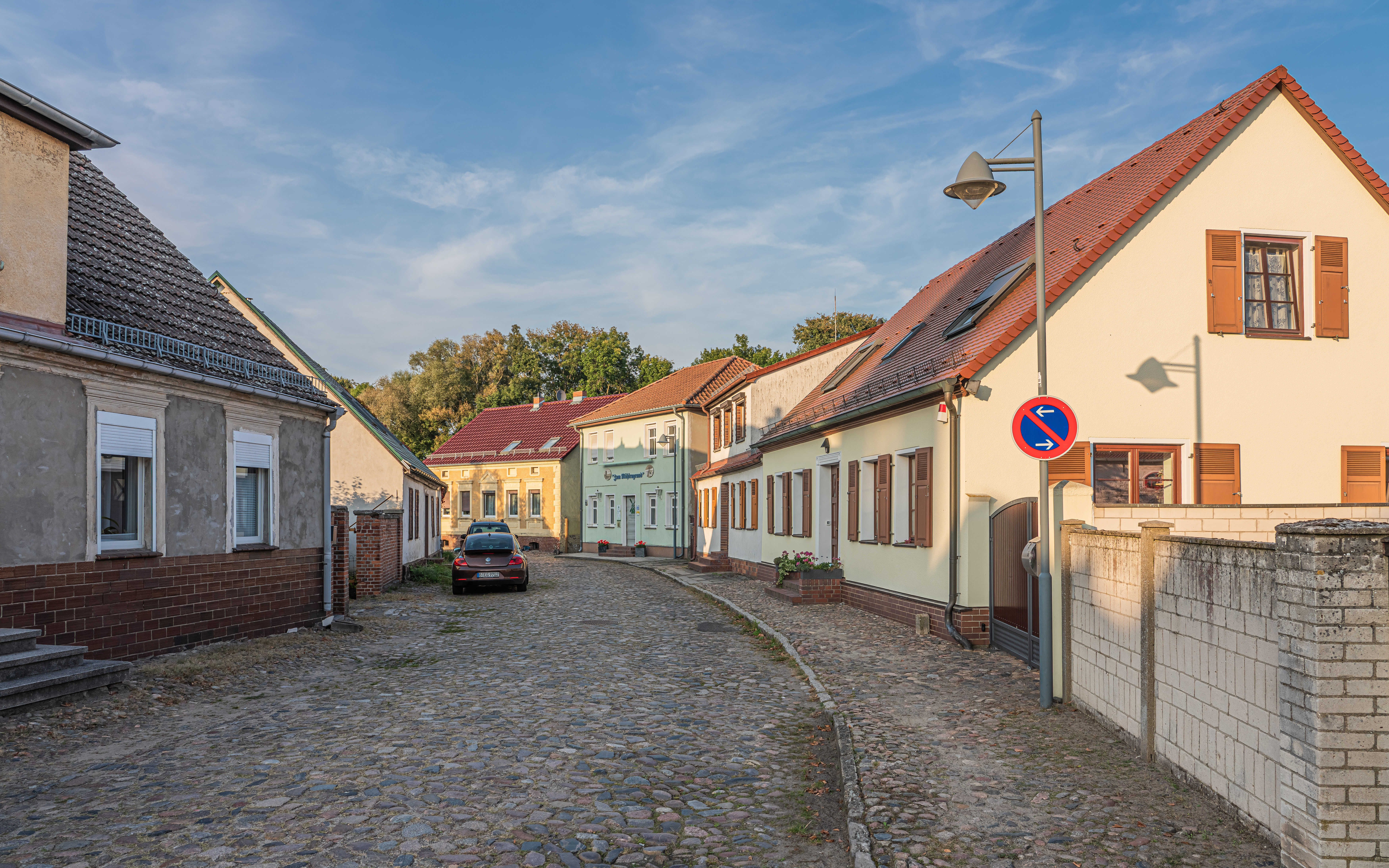
Denkmalgeschütztes Ensemble Mühlenstraße
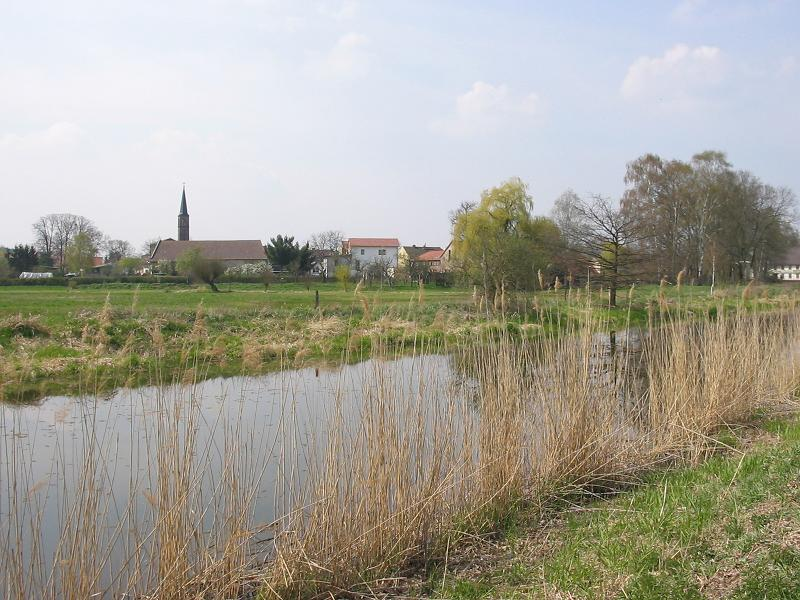
Nuthe, Kirche Saarmund im Hintergrund als „Landmarke“
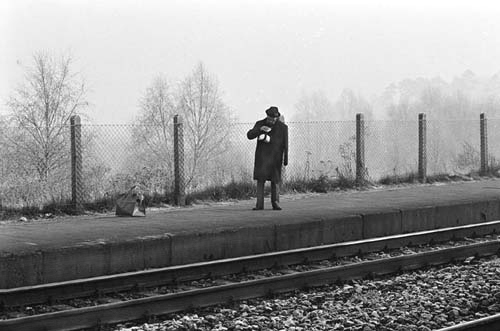
Bahnhof Saarmund, 1987

## Verkehr

### Straßenverkehr
Der Ort Saarmund wird von zwei Autobahnen flankiert. Das Teilstück des Südringes (Berliner Ring, heute A 10) wurde im August 1938 in Betrieb genommen.
Die direkte Anbindung, das Stück zwischen der AVUS und dem Südring (heute A 115), wurde auf Wunsch der Stadt Potsdam ab 1936 geplant.
Dabei erwies sich der Abschnitt bei Saarmund als sehr schwierig, da dieser hier durch ein Moorgebiet geführt werden musste. Das Moorstück hatte eine Länge von 320 m und eine Tiefe bis zu 11 m. Zur Durchführung des Vorhabens wurde am 16. Dezember 1938 die bisher größte Moorsprengung Europas (20.000 kg Sprengstoff) vorgenommen. Die Übergabe des AVUS-Zubringers erfolgte am 23. September 1940.
Ein Anschluss zur Autobahn besteht über die A 115, Zufahrt Saarmund.
Die umliegenden Orte können über die Landesstraßen L 78 nach Bergholz-Rehbrücke und Potsdam, L 77 nach Langerwisch und Michendorf sowie über Philippsthal nach Stahnsdorf, L 771 nach Tremsdorf als auch die Kreisstraße K 6903 nach Nudow und Sputendorf erreicht werden.

### Schienenverkehr
Der Bahnhof Saarmund nordöstlich des Ortes befindet sich am Berliner Außenring. Er war ursprünglich nur für den Güterverkehr gedacht. Seine Inbetriebnahme erfolgte im April 1918. Er wird stündlich von den Zügen der Regionalbahnlinie RB 22 nach Königs Wusterhausen über den Bahnhof Flughafen BER sowie nach Potsdam Hbf über Golm bedient.
Zudem halten dort Busse der Linien 611 nach Rehbrücke und Nudow sowie 613 nach Caputh und Potsdam.

### Flugplatz
Der Flugplatz Saarmund liegt südwestlich vom Ortskern hinter einem Hügel am Autobahndreieck Nuthetal (A 115 und 10). Die 1000 m lange Graspiste in Ost-West-Ausrichtung ist für Luftfahrzeuge bis zu 2 Tonnen zugelassen. Mehrere Flugvereine sind dort ansässig, darunter ein Motorflugvercharterer und ein Ultraleichtflugverein.

## Söhne und Töchter Saarmunds
- Johann Gustav Dressel (1814–1891), Pfarrer, Chronist von Saarmund
- Fritz Hartung (1883–1967), Historiker
- Eduard Ferdinand Wallis (1818–1893), Zimmermeister, Stifter

## Politik

### Ortsvorsteher
Ortsvorsteher ist Alexander Erdmann (parteiloser Einzelkandidat).

### Ortsbeirat
Der Ortsbeirat setzt sich aus 4 Abgeordneten zusammen. Die Übersicht ist das amtliche Endergebnis der Kommunalwahl vom 9. Juni 2024.
Der Ortsbeirat besteht zurzeit aus 4 Abgeordneten.
| Partei/Gruppierung                      | Sitze |
| --------------------------------------- | ----- |
| Sozialdemokratische Partei Deutschlands | 1     |
| Die Linke                               | 2     |
| CDU                                     | 1     |
| Bürger für Nuthetal                     | 1     |
| Gesamt                                  | 5     |

(Stand: Kommunalwahl am 26. Mai 2019 )